# Quintillus
Marcus Aurelius Claudius Quintillus (n. 212 d.Hr., Srem, Serbia – d. 270 d.Hr., Aquileia, Italia) a fost un împărat roman, un frate al împăratului roman Claudius Gothicus, iar în 270 ca succesorul său.
1. ↑   https://totallyhistory.com/quintillus/ Lipsește sau este vid: |title= (ajutor)
2. ↑  „Quintillus”, Gemeinsame Normdatei, accesat în 16 octombrie 2015